# Ballady (album Lombardu)
Ballady – album kompilacyjny zespołu Lombard. Wydany w roku 1994 nakładem wydawnictwa Ania Box Music. Foto i projekt graficzny: Colt / Jacek Gulczyński, Krzysztof Dziamski.
Na okładce albumu jako autora tekstu w utworze „Szara maść” podano Małgorzatę Ostrowską.

## Lista utworów
1. „Anatomia, ja płynę, płynę” (Grzegorz Stróżniak – Małgorzata Ostrowska) – 3:50
2. „Anka” (Grzegorz Stróżniak – Jacek Skubikowski) – 4:40
3. „Jej głos po tamtej stronie” (Robert Kalicki – Małgorzata Ostrowska) – 4:25
4. „Słowa chore od słów” (Grzegorz Stróżniak – Małgorzata Ostrowska) – 5:40
5. „Adriatyk, ocean gorący” (Grzegorz Stróżniak – Małgorzata Ostrowska) – 6:35
6. „Taniec pingwina na szkle” (Jacek Skubikowski – Jacek Skubikowski) – 4:15
7. „Szara maść” (Grzegorz Stróżniak – Jacek Skubikowski) – 4:40
8. „Przeżyj to sam” (Grzegorz Stróżniak – Andrzej Sobczak) – 7:35
9. „To tylko moment” (Henryk Baran – Małgorzata Ostrowska) – 4:45
10. „Bring It On Home To Me” (Sam Cooke – Sam Cooke) – 4:05